# Vidingefjärden
Vidingefjärden är en fjärd i Stockholms norra skärgård. Fjärden sträcker sig från Rödlöga i söder, förbi Vidingsöra och Vidinge och upp mot Furusundsleden mellan Sundskär och Söderarms skärgård. Fjärden gränsar i öster mot Norrpada skärgård och Uddjupet.